# Cosimo Gamberucci

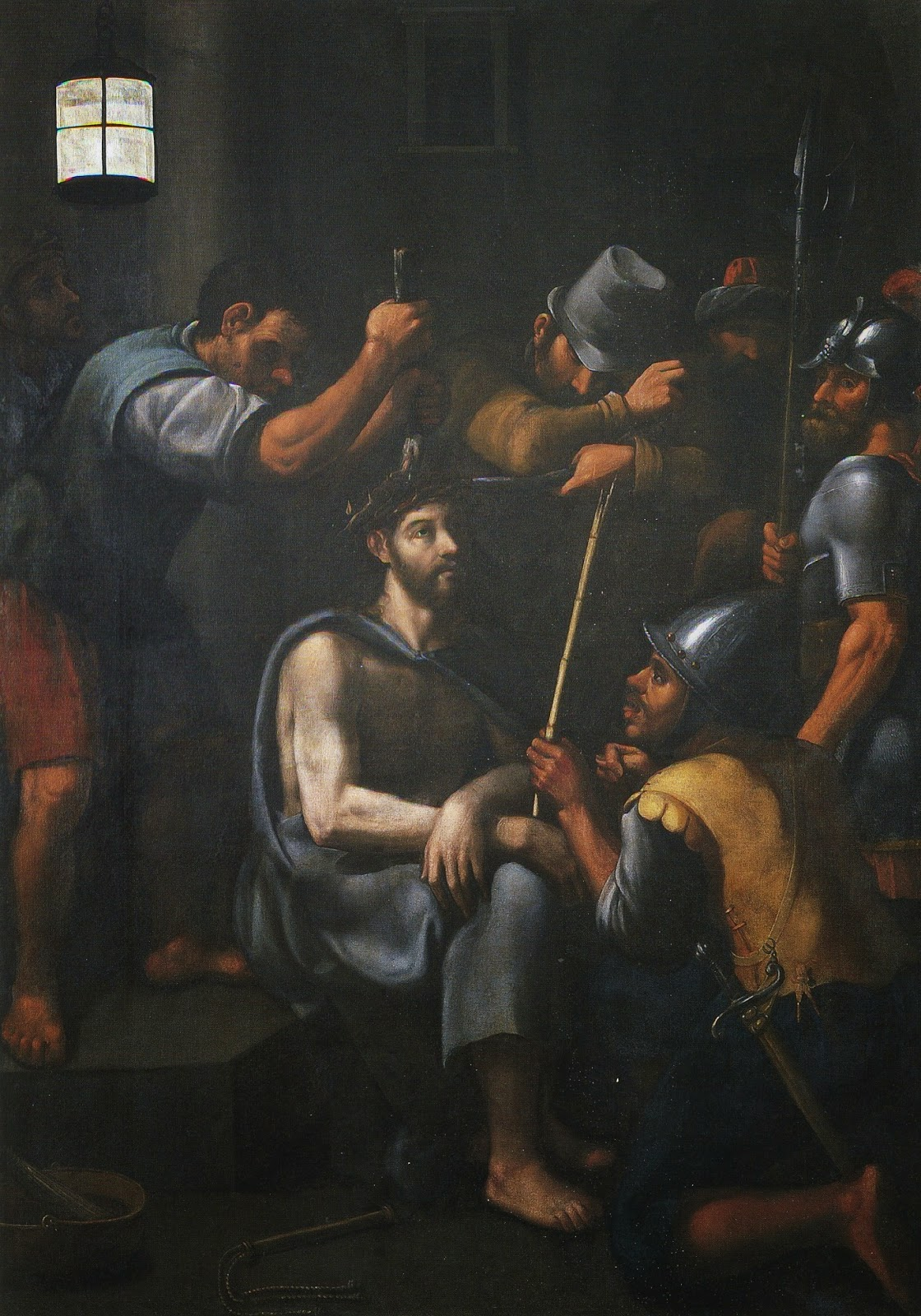
Coronación de espinas, óleo sobre lienzo, 244 x 169 cm, Valladolid, Convento de las Descalzas Reales.

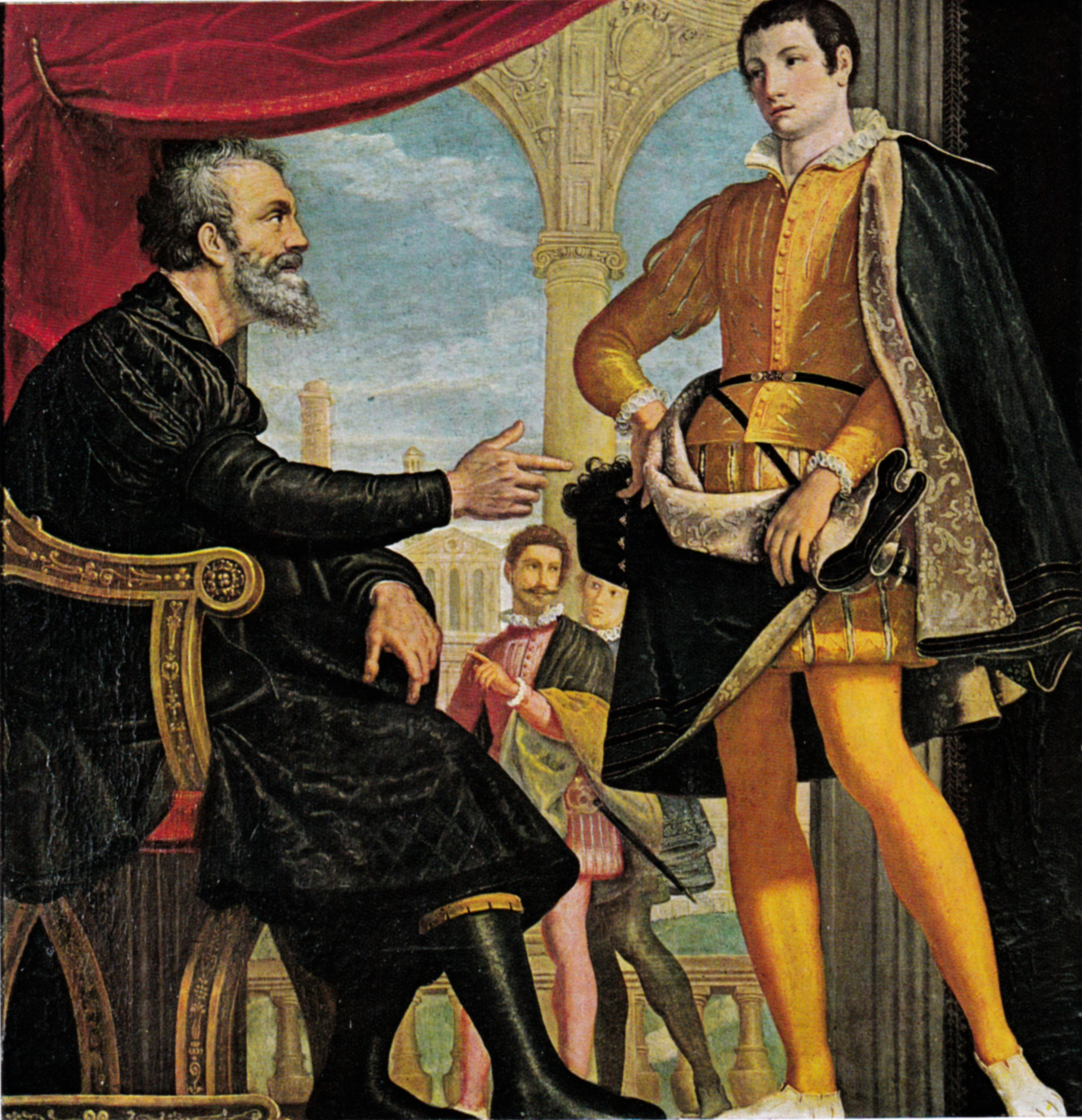
Miguel Ángel recibido en Roma por Francesco de Medici en 1561, Florencia, Casa Buonarroti.

Cosimo di Cristofano Gamberucci (Florencia, 8 de enero de 1562-14 de diciembre de 1621) fue un pintor tardomanierista italiano.

## Biografía y obra
Discípulo de Santi di Tito, el 18 de septiembre de 1578 se matriculó en la Accademia delle arti del disegno de Florencia, de la que fue elegido académico en 1587 y cónsul en diversas ocasiones, la última, a la que renunció, el mismo año de su muerte. Acompañó a su ingreso en la Academia una precoz pintura de la Creación del hombre por encargo de la institución para la fiesta de san Lucas. De 1582 a 1584 trabajó en los frescos del claustro de Santa Maria Novella, estrechamente dependientes de su maestro. Para las decoraciones efímeras de la catedral de Florencia con motivo de la boda del gran duque Fernando I de Médici con Cristina de Lorena (1589), pintó el Sueño de san Joaquín (Museo dell'Opera del Duomo), la única de las obras que se ha conservado de la serie de historias de la Virgen dispuestas en la contrafachada. Tanto en esta obra como en la Adoración de los pastores (1595) de la iglesia de Santa María en Dicomano, así como en la pintura del mismo asunto de la iglesia de San Michele en San Salvi (Florencia, 1603) o aún en la más tardía Asunción de la Virgen (1610) de la iglesia de San Andrés de Montecarlo, sigue siendo muy acusada la dependencia de Santi di Tito, con un mayor grado de antinaturalismo y esquematismo en los contornos, del que resulta cierta rigidez en las figuras.
Por la correspondencia que mantuvo con Michelangelo Buonarroti el joven consta que en 1606 viajó a Roma y de allí a Nápoles donde pasó cerca de un año trabajando para el arzobispo, cardenal Ottavio Acquaviva d'Aragona, pero nada de lo que allí viera hizo cambiar su modo de trabajar, que siguió apegado al estilo aprendido de Santi di Tito.
Participó con una Coronación de espinas y Cristo con la cruz a cuestas (perdido) en la serie de 32 pinturas destinadas al Convento de las Descalzas Reales de Valladolid encargadas a 19 pintores florentinos por Cristina de Lorena, madre de Cosme II de Médicis, para complacer con ellas a la patrona del convento, la reina Margarita, esposa de Felipe III. Las pinturas salieron de Livorno en junio de 1611 y llegaron en julio a Cartagena, parte de ellas en muy mal estado. Terminada la construcción del convento, en 1615, se encargó a Santiago Morán copiar o rehacer las pinturas dañadas y dadas por perdidas, pero, contrariamente a lo que se había creído, Morán no realizó las copias y traspasó el trabajo a Mateo Serrano, que se encargó de su restauración conservando los originales, al menos en parte, como han puesto de manifiesto estudios y restauraciones recientes.
Intervino también, por amistad con Michelangelo Buonarroti el joven, en otro de los proyectos colectivos de los pintores florentinos: la decoración de la galería de la Casa Buonarroti, para la que pintó al óleo entre 1615 y 1617 a Miguel Ángel recibido en Roma por Francesco de Medici en 1561.